# أوجين دوفور
أوجين دوفور (بالفرنسية: Eugène Dufour )‏ (و. 1844 – 1925 م) هو سياسي، من فرنسا، ولد في غرونوبل، توفي عن عمر يناهز 81 عاماً.

## مناصب
تولى منصب عضو الجمعية الوطنية الفرنسية، ورئيس بلدية.